# Халаімов Роман Сергійович
Роман Сергійович Халаімов — український актор театру та кіно, автор музичного оформлення. Заслужений артист України (2025).

## Життєпис
Народився 25 жовтня 1983 року у місті Бровари (Київська область).
2004 року закінчив Київський національний університет театру, кіно та телебачення ім. І. К. Карпенка-Карого.
У травні 2025 року був призваний за мобілізацією до лав Збройних Сил України.

## Фільмографія
- 2008 — «За все тобі дякую-3» — епізод
- 2009 — «Повернення Мухтара–5» (37 серія) — Віталій
- 2010 — «Віра, Надія, Любов» — епізод
- 2011 — «Лють» (фільм 7) — Кіса
- 2012 — «Порох та дріб» (фільм 8) — Дерганий
- 2014 — «Білі вовки-2» — Ігор Обухів
- 2014 — «Мажор» — Косар, реконструктор зброї
- 2015 — «Відділ 44» (7 серія) — Гена
- 2016 — «Майор і магія» — епізод
- 2017 — «Дитина на мільйон» — епізод
- 2018 — «Інший»
- 2018 — «Найкраще» — Борис Євгенович, чиновник
- 2018 — «Папаньки» — Герман[2]
- 2018 — «Фокстер та марсі»
- 2019 — «Артист» — Щуплий, підручний Балоги
- 2019 — «Дике поле»
- 2019 — Заборонений — Віктор Медведчук, радянський адвокат Василя Стуса
- 2019 — «Годинник із зозулею» — Павло Жизлевський
- 2020 — «І будуть люди»
- 2020 — «Папаньки–2» — Герман
- 2020 — «Ти тільки мій» — епізод
- 2022 — «Папаньки–4» — Герман[3]
- 2022 — «Дім бобринських» — злочинець
- 2024 — «Будинок „Слово“: Нескінчений роман» — Аркадій Любченко

## Ролі у театрі
- 2005 — «Дивакуватий Журден» — Клеонт
- 2005 — «Моє століття» — чоловік, що розносить королівські солодощі, Чоловік із магазину квітів
- 2006 — «Осінь у Вероні, або правдива історія Ромео і Джульєтти» — Патрік
- 2007 — «Гравці» — Глов-молодший»
- 2007 — «Щоденник молодого лікаря» — доктор Поляков
- 2008 — «Сто тисяч» — Савка, кум Герасима
- 2009 — «Мертві душі» — Антіпатор Захарович, прокурор
- 2009 — «Нові страждання молодого В.» — Віллі
- 2010 — «Опера Мафіозо» — Дон Калоджеро
- 2010 — «Льовушка» — Вітька
- 2011 — «На дні» — Актор
- 2012 — «Шість чорних свічок» — Бойль
- 2012 — «Фараони» — Оверко - завідувач птахофермою
- 2013 — «Амнезія» — Випадок
- 2013 — «Лебедине озеро. Сутінки» — Женя
- 2013 — «Пастка для самотнього мужчини» — Кюре
- 2015 — «Ревізія-Шмавізія» — Самородок
- 2015 — «Він і вона» —Німець - Кувалдін, чоловік танцюристки, Оповідач
- 2017 — «Трактирщица» — Фабріціо
- 2017 — «Шоу про шоу» —Женя
- 2017 — «Сильніше пристрасті, більше ніж любов» —Андрій Андрійович Шипучин, Іван Васильович Ло
- 2018 — «Шестеро персонажів у пошуках автора» — Син
- 2018 — «Хіба ревуть воли, як ясла повні?» —Чіпка
- 2019 — «Вертеп» — Жид, син Ірода
- 2019 — «Зойчина квартира» —Олександр Тарасович Аметистов, адміністратор
- 2019 — «Шинель» —Акакій Акакійович
- 2020 — «Камінний господар» — Командор дон Гонзаго де Мендоза
- 2024 - "Сто тисяч" - Кум

## Участь у фестивалях
- 2008 — «Добрий театр» (Енергодар)
- 2019 — Міжнародний театральний фестиваль «Золотий лев» (Львів)
- 2019 — Всеукраїнський театральний фестиваль «Феєрія Дніпра» (Дніпро)

## Нагороди
- 2019 — Премія «Київська пектораль» — номінація «За краще виконання чоловічої ролі» (роль Олександра Тарасовича Аметистова, адміністратора у виставі за Михайлом Булгаковим «Зойчина квартира», режисер-постановник Максим Голенко)[4]